# Кияниця Василь Васильович
Василь Васильович Кияни́ця (14 березня 1950, м. Носівка — 1 квітня 2023, м. Носівка) — український педагог і радіоспортсмен, майстер спорту СРСР, суддя всесоюзної категорії, відмінник освіти УРСР (1981 р.) та України (1997 р.), директор Носівської станції юних техніків, Чернігівської області (з 1972 по 2020). Депутат Носівської міськради з початку 1990-х.

## Родина
Батько: Кияниця Василь Сергійович (1919—1995) — учасник Другої Світової війни з 1941 по 1945, механізатор колгоспу ім. Енгельса, кавалер орденів «Знак Пошани», «Трудового Червоного Прапора». Мати: Кияниця Анастасія Іванівна (1928—2005) — телефоністка місцевого вузла зв'язку з 1943 по 1990.

## Освіта
- Носівська ВШ № 7, СШ№ 1,
- Київський радіомеханічний технікум (1967—1970),
- Чернігівський державний педагогічний інститут ім. Т. Г. Шевченка (1975—1980)

Ще в шкільні роки Василь Кияниця понад усе любив фізику та технічну творчість, за що завдячує своїм першим вчителям П Є. Репеті, З. Ф. Харченко, Г. Ф. Солошенку, Г. М. Шульзі, М.І Гончар. В старших класах захопився радіоконструюванням. Тоді, у середині 60-х років, Василь немало здивував однокласників, власноруч сконструйованим та виготовленим кишеньковим радіоприймачем.
Читаючи радіолітературу, В. Кияниця все більше поринає у світ радіоаматорства. В 17 років він отримує дозвіл на власну радіостанцію. Власноруч виготовляє її, і вона виявляється першою діючою аматорською радіостанцією в Носівці.

## Кар'єра
Після служби в армії (1972) В. Кияниця працює на Київському радіозаводі, а потім переходить у щойно створену в Носівці районну станцію юних техніків (СЮТ) і призначається її директором. За короткий час організовує відбудову приміщень, встановлення обладнання, налагоджує роботу гуртків.
1973 року створює при СЮТ аматорську радіостанцію колективного користування, навколо якої об'єднує учнівську молодь міста з числа тих, хто захоплювався радіоаматорством.
Поступово Носівська радіостанція стає відомою в Україні, Радянському Союзі і за його межами. Записи кличних сигналів з поліської Носівки з'явились в апаратних журналах тисяч радіоаматорів в понад 200 країнах світу. Про успіхи юних радистів з Носівки пишуть газети «Комсомольская правда», «Советский патриот», «Молодь України», «Радянська освіта», «Патріот Батьківщини», журнали «Радіо», «Знання та праця», інші видання.
Вихованці Носівської СЮТ перемагали у всесоюзних та всеукраїнських змаганнях і чемпіонатах.

## Громадська робота
В. Кияниця був відповідальним секретарем федерації радіоспорту України (1987—1995), членом редколегії всеукраїнського журналу «Радіоаматор» (1993—2000). Очолював обласну федерацію радіоспорту, республіканську колегію суддів по спорту. Взяв участь в суддівстві більш як 120 змагань, включаючи чемпіонати СРСР і ряд міжнародних. Входив до десяти найкращих суддів з технічних видів спорту в Радянському Союзі.

Будучи визнаним фахівцем з радіоспорту, неодноразово призначався старшим тренером збірних команд України для участі у всесоюзних змаганнях та чемпіонатах СРСР.
З 1987 року по 1995 рік (три терміни поспіль) обирався відповідальним секретарем федерації радіоспорту України, яка налічувала тоді у своїх лавах понад 90 тисяч радіоаматорів (з яких понад 70 відсотків була шкільна молодь). Після голови федерації ця посада вважалася другою в радіоаматорській ієрархії нашої держави. За визнанням багатьох провідних фахівців, В. Кияниця на цій посаді зробив значний внесок у вітчизняний радіоаматорський рух. На юнацькому чемпіонаті в Грозному, на Чемпіонаті Союзу в Калузі, на Всесоюзній конференції радіоаматорів у Москві Василь Кияниця пропагував технічну творчість і боровся проти всього, що заважало її розвиткові.
Як головний суддя проводить десятки обласних і республіканських змагань школярів з технічних видів спорту. Входив до десяти найкращих суддів з технічних видів спорту в Радянському Союзі (1989). Отримує звання «Суддя республіканської категорії», а потім — «Суддя всесоюзної категорії».

## Педагогічна і методична діяльність
В. Кияниця проявляє себе як педагог-новатор. Постійно публікується в періодичній пресі, радіоаматорських виданнях. Він є автором понад п'ятдесяти педагогічних розробок. Веде дослідницько-експериментальну роботу, результатом якої стала перша в колишньому Союзі «Програма гуртка юних операторів колективної радіостанції», котра була рекомендована Міністерством народної освіти України до впровадження, видана у видавництві «Радянська школа» в 1988 році і діє по сьогоднішній день.
В. В. Кияниця неодноразово залучався до розробки керівних документів про позашкільні установи. Він був одним із співавторів «Положення про станцію юних техніків» 1988 року. У 1992 році Василя Васильовича запрошують до складу редколегії всеукраїнського журналу «Радіоаматор» на сторінках якого він започаткував «Історію радіоаматорства в Україні», веде розділ для початківців.

## Партійна і депутатська робота
Працюючи директором СЮТ, В. В. Кияниця 8 років був секретарем первинної партійної організації районного відділу освіти, однак публічно вийшов з КПРС ще до її заборони у 1991 році. Жителі прилеглих до станції юних техніків вулиць, знаючи Василя Васильовича як думаючу, дійову і принципову людину, неодноразово обирають його депутатом Носівської міської ради. В усіх скликаннях очолює комісії з правових та соціальних питань, виступає з ініціативами. З його іменем пов'язують зміну назв частини вулиць Носівки, котрі уособлювали символи більшовизму.
Василю Васильовичу була притаманна активна життєва позиція. Впродовж усіх років він, щиро вболіваючи за долю позашкільної роботи з дітьми, писав до міністерств, центральних комітетів, депутатів, комісій, листувався з однодумцями, друкувався в пресі, виступав з ініціативами.

## Нагороди і відзнаки

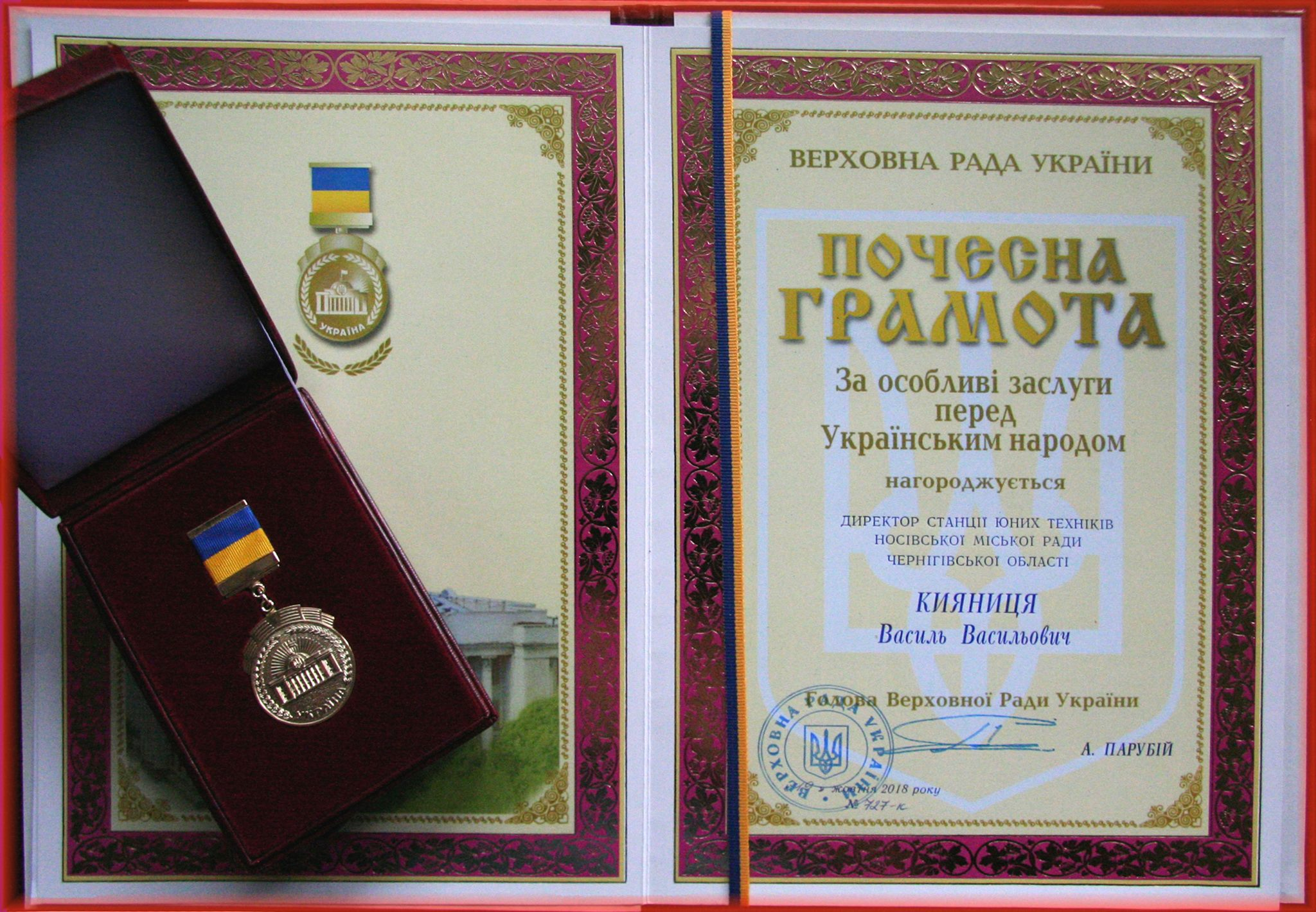
Почесна грамота Верховної Ради України

За успіхи та досягнення у роботі В. В. Кияниця має понад 80 нагород, у тому числі:
- дві Почесні грамоти Міністерства освіти та науки України,
- знаки «Відмінник народної освіти» (1981) та «Відмінник освіти України» (1997),
- Відзнака Президента України — ювілейна медаль «20 років незалежності України» (19 серпня 2011)[7] (2011).
- Почесна Грамота Верховної Ради України (19 жовтня 2018 року № 727-к)

Має почесні звання — майстер спорту СРСР і суддя всесоюзної категорії.
За значний внесок у військово-патріотичне виховання учнівської молоді оборонне товариство (колишній ДТСААФ) нагородило В. В. Кияницю п'ятьма знаками «За активную работу».
Галерея відзнак Василя Кияниці (Vasil Kyyanitsya) [Архівовано 24 Січня 2022 у Wayback Machine.]

## Журналістська робота
Василь Кияниця займав активну громадянську позицію: виступав на зібраннях, публікував статті у засобах масової інформації. Деякі з його матеріалів:
- siver.com.ua [Архівовано 29 Березня 2014 у Wayback Machine.] Хто припинить політичну клоунаду? — питання «Останнього шляху Кобзаря»
- arhizhkgnosadm.at.ua [Архівовано 1 Лютого 2017 у Wayback Machine.] Про портрети, гривні і патріотичного художника
- siver.com.ua [Архівовано 22 Жовтня 2010 у Wayback Machine.] Половина депутатів не спроможні навіть виступити
- siver.com.ua [Архівовано 5 Березня 2016 у Wayback Machine.] Козацький куліш у Василя Нечепи
- siver.com.ua [Архівовано 24 Березня 2009 у Wayback Machine.] Геть Лєніна з Носівки!
- siver.com.ua [Архівовано 5 Березня 2016 у Wayback Machine.] Підприємці закриваються
- val.ua Лєнін у Носівці одягнув «камуфляж»
- siver.com.ua [Архівовано 5 Червня 2016 у Wayback Machine.] У телебаченні наближається революція
- [Архівовано 3 Лютого 2014 у Wayback Machine.] Цифрове ТБ: боятися, чи радіти
- arhizhkgnosadm.at.ua [Архівовано 4 Березня 2016 у Wayback Machine.] Виступ на конференції директора Носівської станції юних техніків, депутата міськради Василя Кияниці

## Виноски
1. ↑  Архівована копія. Архів оригіналу за 25 серпня 2012. Процитовано 14 липня 2012.{{cite web}}:  Обслуговування CS1: Сторінки з текстом «archived copy» як значення параметру title (посилання)
2. ↑  wikimapia.org [Архівовано 11 Травня 2011 у Wayback Machine.] ВО «Київський радіозавод»
3. ↑  http://forum.qrz.ru/thread25531.html
4. ↑  Архівована копія. Архів оригіналу за 3 грудня 2013. Процитовано 28 листопада 2011.{{cite web}}:  Обслуговування CS1: Сторінки з текстом «archived copy» як значення параметру title (посилання)
5. ↑  Збірник МО УРСР. — 1988. — № 24. — С. 3—27
6. ↑  З книги Валерія Фурси «Славні імена Носівщини»
7. ↑  Указ Президента України № 822/2011 від 19 серпня 2011 року «Про нагородження відзнакою Президента України − ювілейною медаллю „20 років незалежності України“» (PDF). Архів оригіналу (PDF) за 30 Листопада 2012. Процитовано 26 Серпня 2011.